# Trouble in Paradise
«Trouble in Paradise» es una canción de la cantante estadounidense Loretta Lynn. Fue lanzada en agosto de 1974 como el segundo y último sencillo de su álbum They Don't Make 'em Like My Daddy.

## Recepción de la crítica
Un escritor no especificado de la revista Cash Box describió el sencillo como “una melodía de ritmo tranquilo”, y elogió la voz “realmente irresistible” de Lynn.

## Lista de canciones
7-inch single – MCA-40283
1. «Trouble in Paradise» – 2:10
2. «We've Already Tasted Love« – 2:14

## Rendimiento comercial
En Estados Unidos, «Trouble in Paradise» debutó en el puesto número 79 de la lista Hot Country Singles durante la semana que terminó el 7 de septiembre de 1974, donde se desempeñó como el segundo debut más alto de la edición. Después de escalar de manera constante la lista durante seis semanas consecutivas, encabezó la lista el 23 de noviembre de 1974, donde desplazó la canción de Tom T. Hall, «Country Is», del puesto más alto. «Trouble in Paradise» salió de la lista Hot Country Singles el 28 de diciembre en la posición número 46; en total, pasó diecisiete semanas consecutivas entre los rankings de la lista. Fue su segundo número uno en la lista Hot Country Singles en 1974, después de que su colaboración con Conway Twitty, «As Soon as I Hang Up the Phone», encabezara la lista el 17 de agosto.

## Posicionamiento
| Gráfica (1974)                                 | Pico de posición |
| ---------------------------------------------- | ---------------- |
| Canadá (RPM Country Playlist)                  | 14               |
| Estados Unidos (Billboard Hot Country Singles) | 1                |